# Nebelkammer

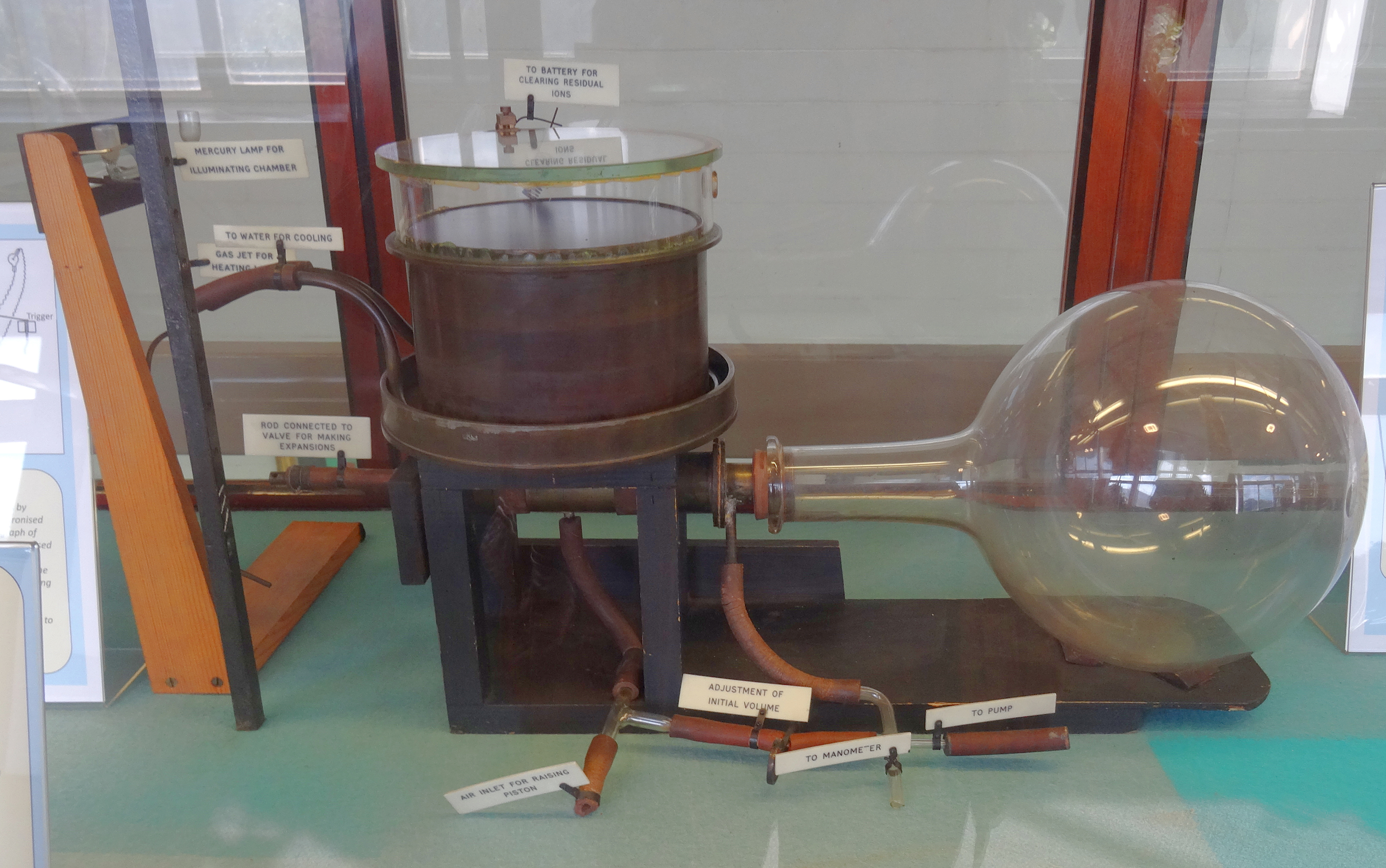
Die einzige originale Nebelkammer, mit der C.T.R. Wilson die Spuren von subatomaren Partikeln nachwies.

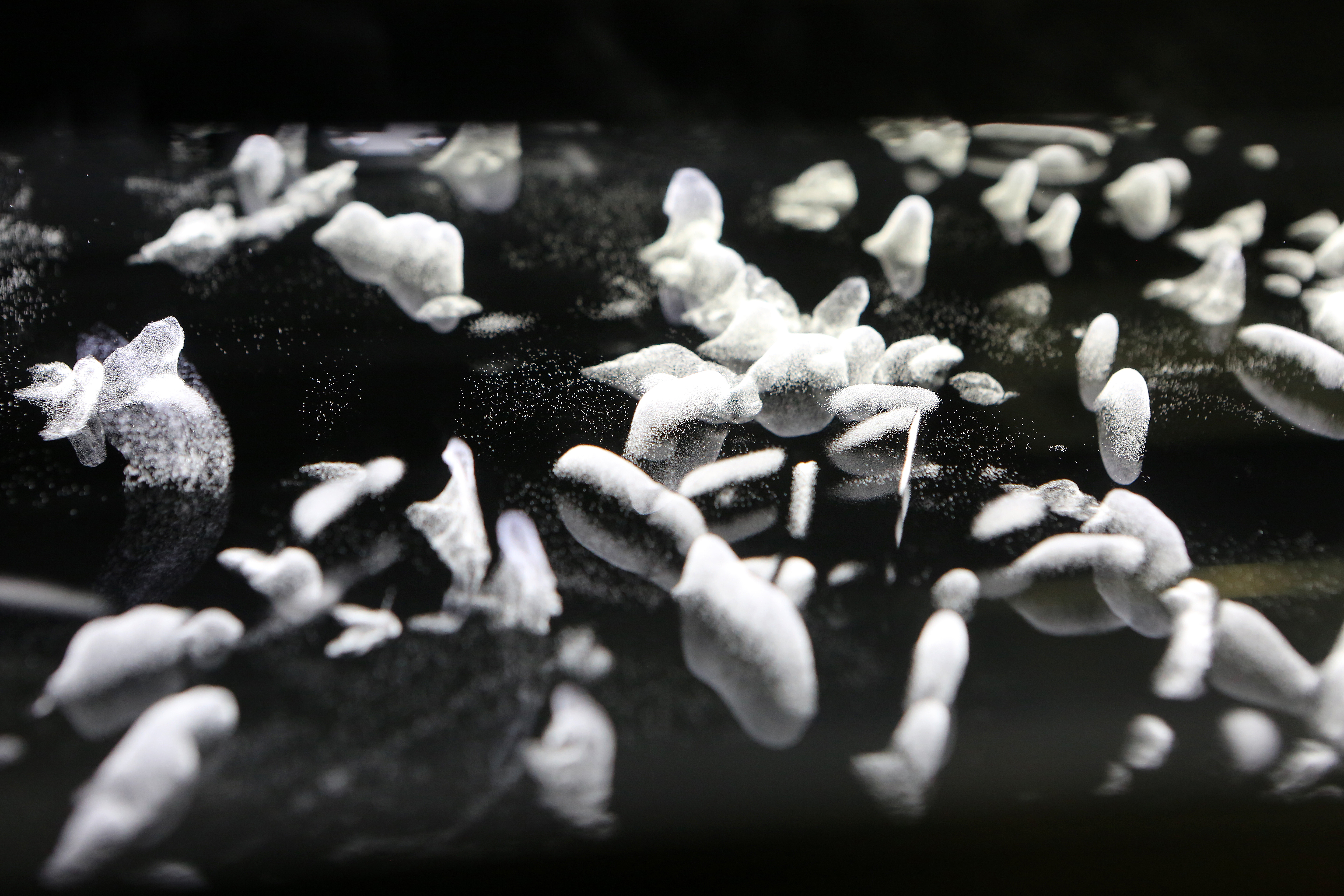
Detail der Nebelspuren in der Nebelkammer – Spuren entstehen durch die Isopropylalkoholschicht

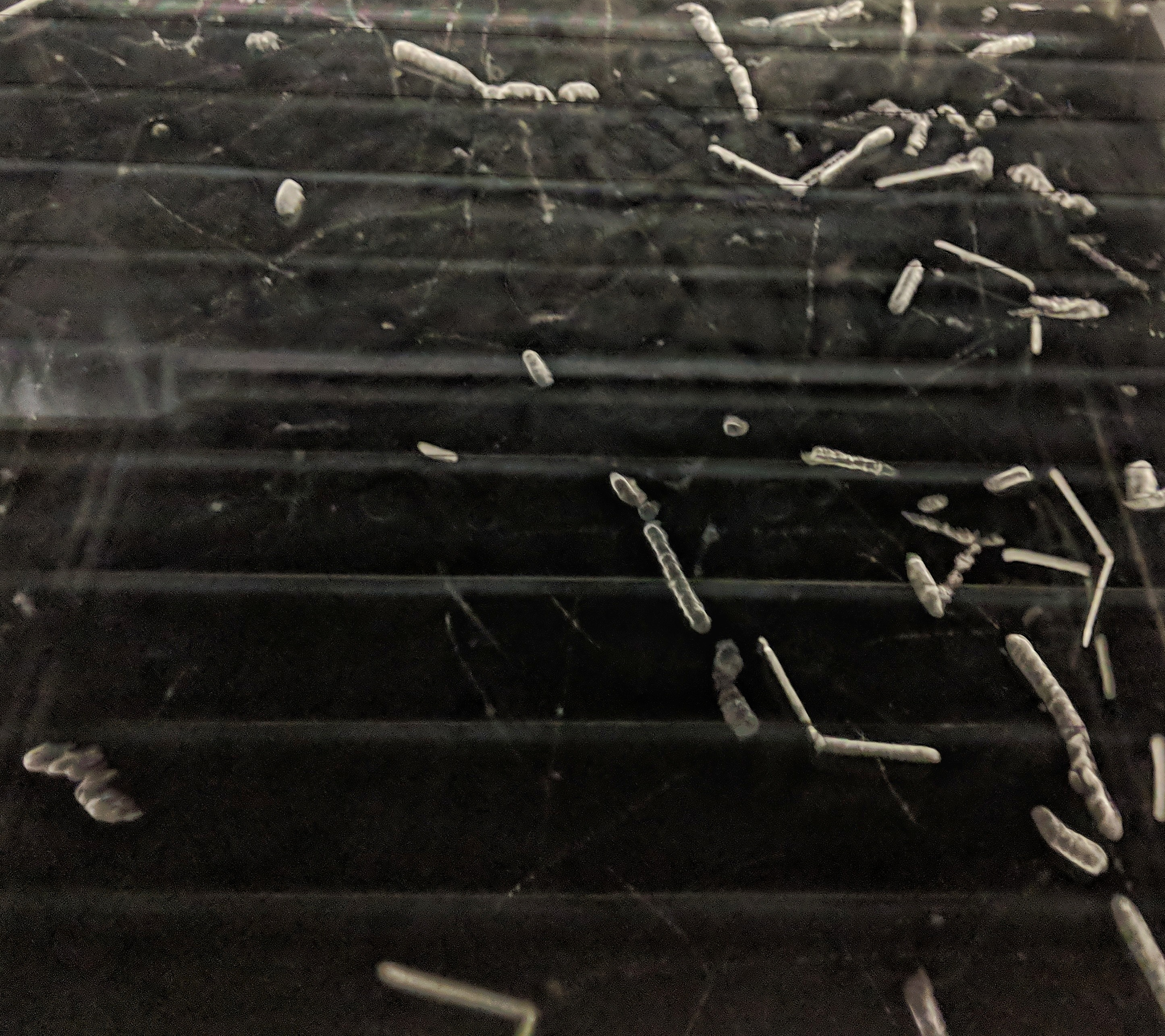
Spuren in einer kontinuierlichen Nebelkammer, verursacht durch ionisierende Strahlung (kurze dicke Spuren: α-Teilchen; lange dünne Spuren: β-Teilchen)
Animierte Version

Als Nebelkammer wird in der Physik ein Teilchendetektor bezeichnet, der dem Nachweis von ionisierender Strahlung dient und für manche Teilchen dabei auch deren Weg sichtbar macht. Nebelkammern werden heute fast nur noch zu Demonstrationszwecken verwendet. Früher waren Nebelkammern bedeutende wissenschaftliche Instrumente zur Erforschung der von radioaktiven Stoffen ausgehenden Strahlen. So wurde Charles Thomson Rees Wilson für die Entwicklung der Expansionsnebelkammer (auch Wilsonschen Nebelkammer) 1927 mit dem Nobelpreis für Physik ausgezeichnet.

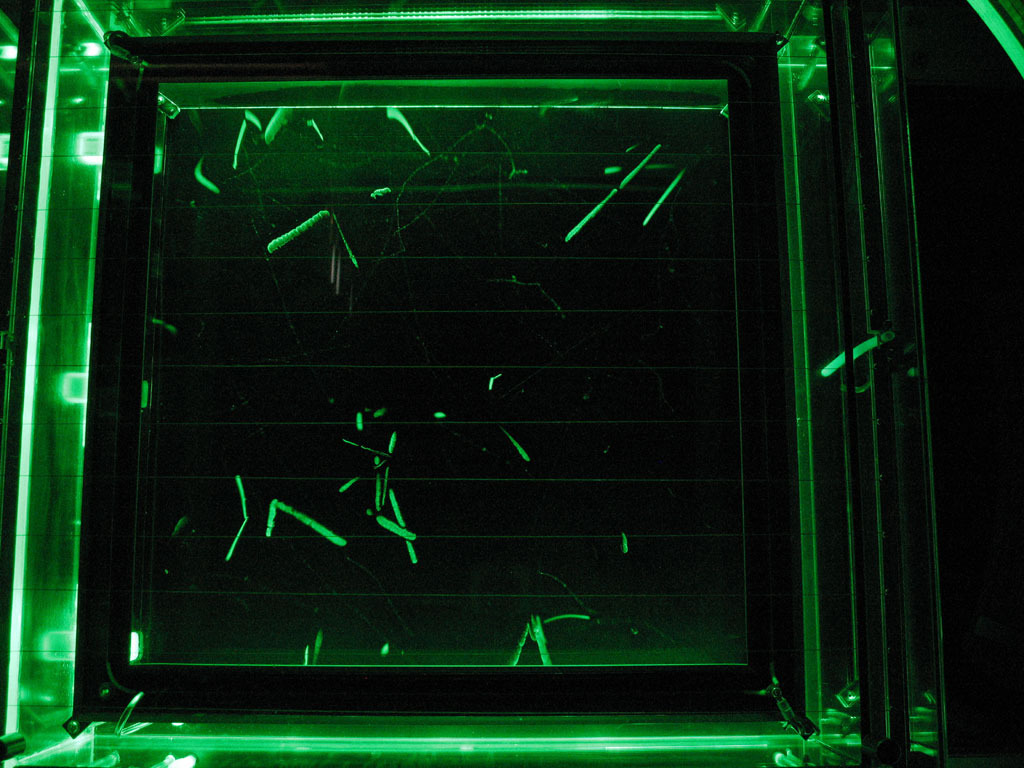
Nebelkammer am DESY (kurze dicke Spuren: α-Teilchen; dünne Spuren: β-Teilchen)

## Nebelkammer allgemein
Eine Nebelkammer ist meist mit einem übersättigten Luft-Alkohol-Gemisch (Ethanol oder Isopropanol) gefüllt. Wenn ein energiereiches, geladenes Teilchen das Gas durchquert, erzeugt es durch Stoßionisation zahlreiche Ionen, die einzeln als Kondensationskerne für die Bildung feinster Tröpfchen wirken. In ihrer Gesamtheit bilden sie eine sichtbare Spur, einen Kondensstreifen.

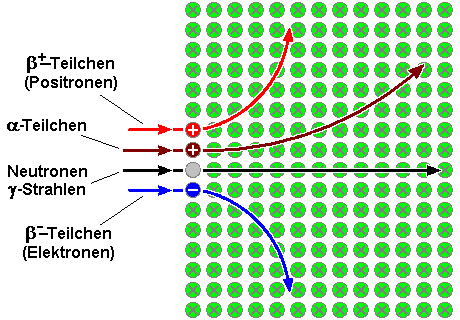
Ablenkung ionisierender Strahlung im Magnetfeld einer Nebelkammer

Durch Ablenkung des Teilchens mittels eines geeigneten elektrischen oder magnetischen Feldes können anhand der entstehenden Bahnkurven (siehe Abb.) Aussagen über die Masse, Ladung und Energie, und damit letztlich über die Art des betreffenden Teilchens und dessen Entstehungsprozess gemacht werden. In einfachen Nebelkammern befindet sich dazu meist ein starker Permanentmagnet am Boden der Kammer, der die geladenen Teilchen mittels der Lorentzkraft auf eine Spiralbahn zwingt (die Krümmung nimmt zu, weil das Teilchen durch die Stöße abgebremst wird).
Auch ohne Präparat befindet sich in unserer Umwelt ein gewisses Maß an Alpha- und Betastrahlung, die man mit der Nebelkammer sichtbar machen kann:
- Alpha-Teilchen erzeugen dicke, fast gerade Spuren von nur wenigen Zentimetern Länge. Obwohl sie aufgrund ihrer Ladung zwar prinzipiell von Magnetfeldern abgelenkt werden, beträgt ihr Bahnradius infolge der hohen Masse der α-Teilchen meist mehrere Meter, so dass ihre Bahnen praktisch gerade erscheinen.
- Beta-Teilchen erzeugen dünne, gekrümmte Spuren mit wenigen Zentimetern Länge. Oft entstehen auch Knicke in der Bahn. Da Beta-Teilchen nichts anderes als Elektronen sind, haben sie eine geringe Masse und sind damit auch leicht ablenkbar.
- Beta-Plus-Teilchen (Positronen) erzeugen wie auch die „normalen“ negativ geladenen Betateilchen dünne gekrümmte Spuren, die jedoch nun in dieselbe Richtung gebogen sind wie bei α-Teilchen (siehe Abb.). Da Positronen in der natürlichen Umgebungsstrahlung allerdings kaum vorkommen, benötigt man zu ihrer Erzeugung radioaktive Präparate wie etwa Natrium-22.
- Gammastrahlung erzeugt in der Nebelkammer keine bzw. nur mit sehr geringer Wahrscheinlichkeit Spuren: Da Gammastrahlung selbst ungeladen ist, kann sie nur indirekt nachgewiesen werden, etwa dadurch, dass sie in Sekundärprozessen (Photoeffekt oder Comptoneffekt) wieder geladene Teilchen erzeugt. Da die Dichte des Luft-Alkohol-Gemischs in einer Nebelkammer jedoch recht niedrig ist, ist auch die Wahrscheinlichkeit solcher Sekundärprozesse im Fall der Nebelkammer gering.
- Neutronenstrahlung erzeugt in der Nebelkammer ebenfalls keine bzw. nur mit sehr geringer Wahrscheinlichkeit Spuren: Da sie wie die Gammastrahlung selbst ungeladen ist, kann auch sie in diesem Fall nur indirekt nachgewiesen werden.

## Arten von Nebelkammern
Je nach Art der Erzeugung des übersättigten Luft-Alkohol-Gemischs wird zwischen nicht-kontinuierlichen sowie kontinuierlichen Nebelkammern unterschieden:

### Nicht-kontinuierliche Nebelkammer / Expansionsnebelkammer

Expansionsnebelkammer:
radioaktives Präparat
Beleuchtung
gesättigter Wasser-Spiritus-Dampf
Kolben
Beobachtungsfenster

Die Wilsonsche Nebelkammer (benannt nach ihrem Erfinder Charles Thomson Rees Wilson) erzeugt die Übersättigung durch eine schnelle Expansion. Durch Herausziehen eines Kolbens (siehe nebenstehende Abb.) vergrößert sich das Volumen der Luft in der Nebelkammer, der Druck und damit auch die Temperatur sinkt. Dadurch ist der Dampf übersättigt und man braucht nur kleine Kondensationskeime, um eine Nebelspur zu erzeugen. Da die Luft nur kurze Zeit abkühlt, ist die Expansionsnebelkammer nur ungefähr eine Sekunde lang fähig, Nebelspuren zu erzeugen. Man kann somit nur einen kurzen „Schnappschuss“ erzeugen und muss nach einer Pause dann erneut den Kolben herausziehen.

### Kontinuierliche Nebelkammer / Diffusionsnebelkammer
Die Diffusionsnebelkammer (von Alexander Langsdorf 1936 erfunden) erzeugt die Übersättigung durch eine Kühlung der Bodenplatte auf ca. −30 °C. Ungefähr 10 cm über dem Boden befinden sich Heizdrähte, die das Luft-Alkohol-Gemisch im oberen Bereich auf einer Temperatur von ca. +15 °C halten. Zwischen Boden und Decke gibt es somit ein Temperaturgefälle und es entsteht knapp über dem Boden eine übersättigte Schicht, in der die Erzeugung von Nebelspuren möglich ist. Die Diffusionsnebelkammer kann viele Stunden in Betrieb bleiben. Nebelspuren, die sich an den Ionen bilden, verschwinden eher wieder und lassen neue Spuren eher sichtbar werden, wenn durch eine „Saugspannung“ zwischen Boden und Decke die freien Ionen der alten Nebelspuren immer wieder „abgesaugt“ werden. Ein solcher „Ionensauger“ ist nützlich, aber nicht zwingend notwendig.